# Kienbachklamm

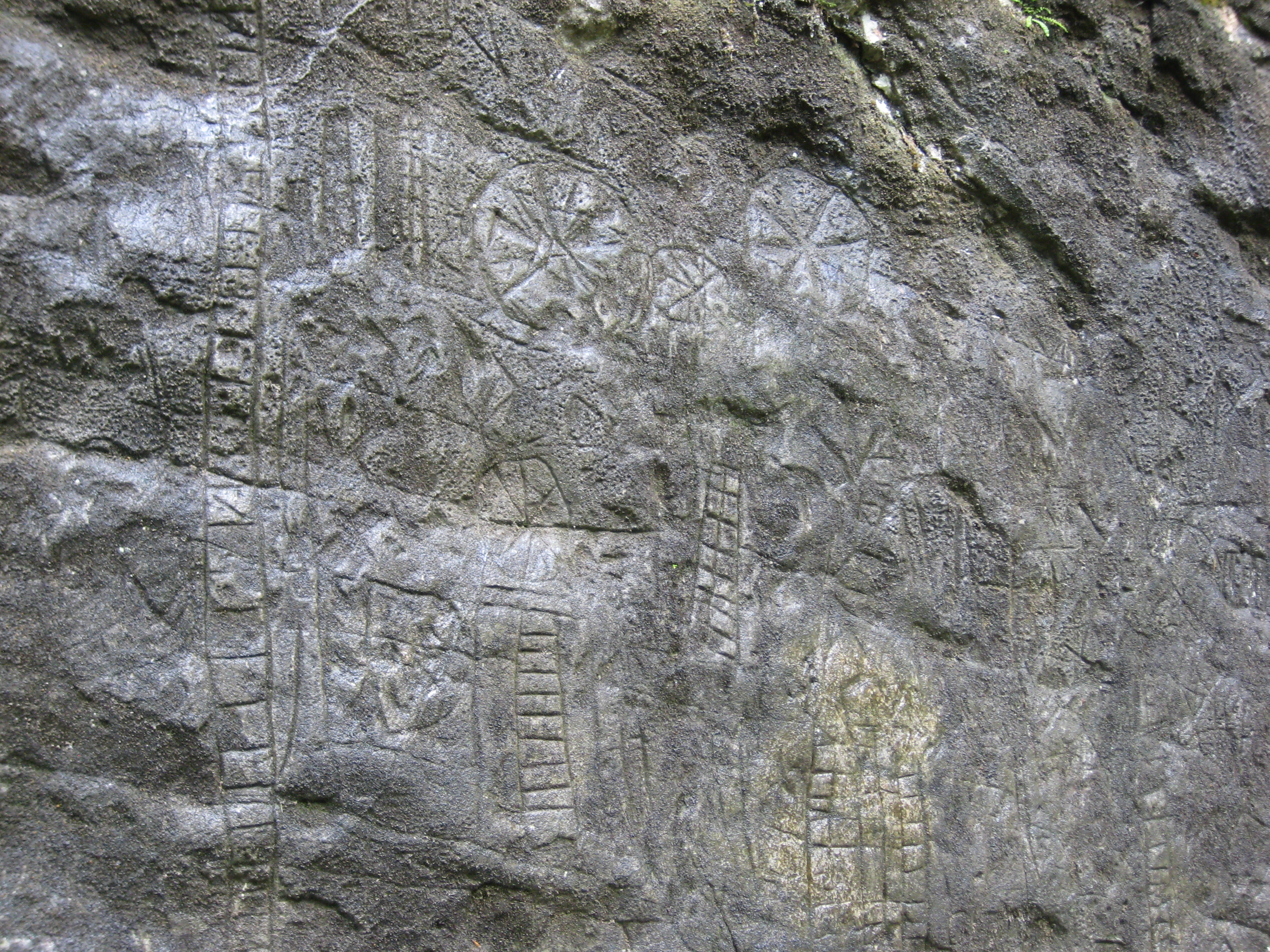
Felsbildstation Kienbachklamm

Die Kienbachklamm ist eine Klamm zwischen St. Wolfgang und Bad Ischl in Österreich. Sie befindet sich am Kienbach im Südwesten des Zimnitz-Massivs auf 750 m Seehöhe.
Die Klamm ist bekannt für ihre Petroglyphen. Mit rund 950 Einzeldarstellungen beherbergt die Kienbachklamm eines der größten Felsritzbilder der Nordalpen, wobei aber etwa 80 % durch den Felsbildtourismus zerstört sind. Die Felsbilder wurden 1938 entdeckt und 1992 durch den Verein für alpine Felsbild- und Siedlungsforschung dokumentiert. Als Motive sind Gitter, Leiter, Mühlebrett, Kreuz mit Endpunkten, Pentagramm, Radkreuz, Sexualsymbol und geometrische und figürliche Motive: Haus, Hütten, Tierköpfe sowie drei grobe, stark fragmentierte Weiheinschriften an Mars Latobius erkennbar.